# Leptochelia mirabilis
Leptochelia mirabilis är en kräftdjursart som beskrevs av Stebbing 1905. Leptochelia mirabilis ingår i släktet Leptochelia och familjen Leptocheliidae. Inga underarter finns listade i Catalogue of Life.